# یلمار سودربری
یلمار امیل فردریک سودربری (به سوئدی: Hjalmar Emil Fredrik Söderberg) (۱۸۶۹ - ۱۹۴۱) رمان‌نویس، نمایش‌نامه‌نویس، شاعر و روزنامه‌نگار سوئدی بود. مشهورترین رمان او با عنوان دکتر گلاس (۱۹۰۵) هنوز خوانندگان بسیاری دارد.